# Здание Верховного суда Израиля
Здание Верховного суда Израиля (ивр. בניין בית המשפט העליון‎) расположено в квартале «Гиват-Рам» в Иерусалиме, построено по проекту архитекторов Ады Карми-Меламед и её брата Рама Карми и было открыто в 1992 году. С момента своего открытия оно получило как множество похвал в Израиле и за его пределами, так и резкую критику со стороны многих архитекторов. Описание здания и документация процесса строительства подробно представлены в книге Йосефа Шарона «Здание Верховного суда», сопровождаемой фотографиями и схемами.

## Архитектура
В 1986 году был проведен архитектурный конкурс на проект здания Верховного суда, который до этого десятилетиями располагался в старинном здании на Русской площади в Иерусалиме. Яд ха-Надив (Фонд Ротшильдов) предложил профинансировать новое здание в Правительственном квартале, чтобы завершить «демократический треугольник» на холме: законодательная власть (Кнессет), исполнительная власть (правительство) и судебная власть (Верховный суд); а также из-за желания разместить высший судебный орган Государства Израиль в здании, возведенном специально для его целей (здание в русском дворе использовалось в прошлом как общежитие для христианских паломников). В конкурсе приняли участие такие известные архитекторы, как Рикардо Лагорета, Ричард Мейер и многие другие. В этом конкурсе победили архитекторы Ада Карми-Меламед и её брат Рам Карми из Тель-Авива.
Строительство здания Верховного суда началось в 1989 году и было завершено в 1992 году. Проект здания подвергался критике на том основании, что его функциональность ограничена, и, с другой стороны, получило много похвал за его расположение и красоту, хотя оно было построено из простых материалов, а также за то, что оно очень связано с характером Иерусалима и еврейским происхождением города. Пять залов для судебных заседаний были спроектированы аналогичным образом, но разных размеров в соответствии с потребностями учреждения, но все они характеризуются одинаковым дизайном и широким использованием естественного солнечного света. В здании также есть судейские палаты, библиотека и панорамное окно с видом на город.

### Фойе
Вестибюль здания Верховного суда был спроектирован так, чтобы напоминать пространство классической воротной конструкции древности с небольшими и защищенными проемами. Выбор ворот связан с расположением суда у ворот еврейского города, как сказано в источниках: 
שֹׁפְטִים וְשֹׁטְרִים תִּתֶּן לְךָ בְּכָל שְׁעָרֶיךָ
Судьи и защитники будут даны тебе во всех твоих воротах
שִׂנְאוּ רָע וְאֶהֱבוּ טוֹב וְהַצִּיגוּ בַשַּׁעַר מִשְׁפָּט
Ненавидь зло и люби добро и покажи судье у ворот
אֱמֶת וּמִשְׁפַּט שָׁלוֹם שִׁפְטוּ בְּשַׁעֲרֵיכֶם
Истина и суд - мир судье у ворот твоих
Это контрастирует, например, с расположением римского суда, который находился на центральном форуме города. Послание состоит в том, что правосудие и суд должны быть доступны каждому.
Над входом в фойе находится пирамида, напоминающая постройки в Иерусалиме периода Второго Храма, такие как гробница Захарии, гробница Ясона и гробница Авессалома . Вокруг пирамиды расположена юридическая библиотека.

### «Стена»
Все здание выполнено из иерусалимского камня, включая простой и скромный пол. Фойе окружено большой стеной, символизирующей Стену Плача . Эта стена фактически пересекает все здание и стремится связать посетителей суда с Иерусалимом, а также связать суд, находящийся между стенами храма, с корнями еврейского закона.

### Залы
В Верховном суде есть пять залов судебных заседаний, расположенных в один ряд. Средний зал «C» — самый большой, залы «B» и «D» — средние, а залы «A» и «E» — самые маленькие из всех залов. Все залы построены в форме продолговатого прямоугольника — где сидят публика и стороны дебатов, а вверху прямоугольника находится полукруг — где сидят судьи.
Над дверью зала судебного заседания находится окно в сторону входа в залы судебных заседаний, через которое видно, как судьи спускаются в зал судебного заседания, тем самым зная, что судебное заседание вот-вот начнется, а также символизирующее тот факт, что, когда он приходит судить, судья видит все стороны и подчеркивает, что они идут в суд.

### Украшения

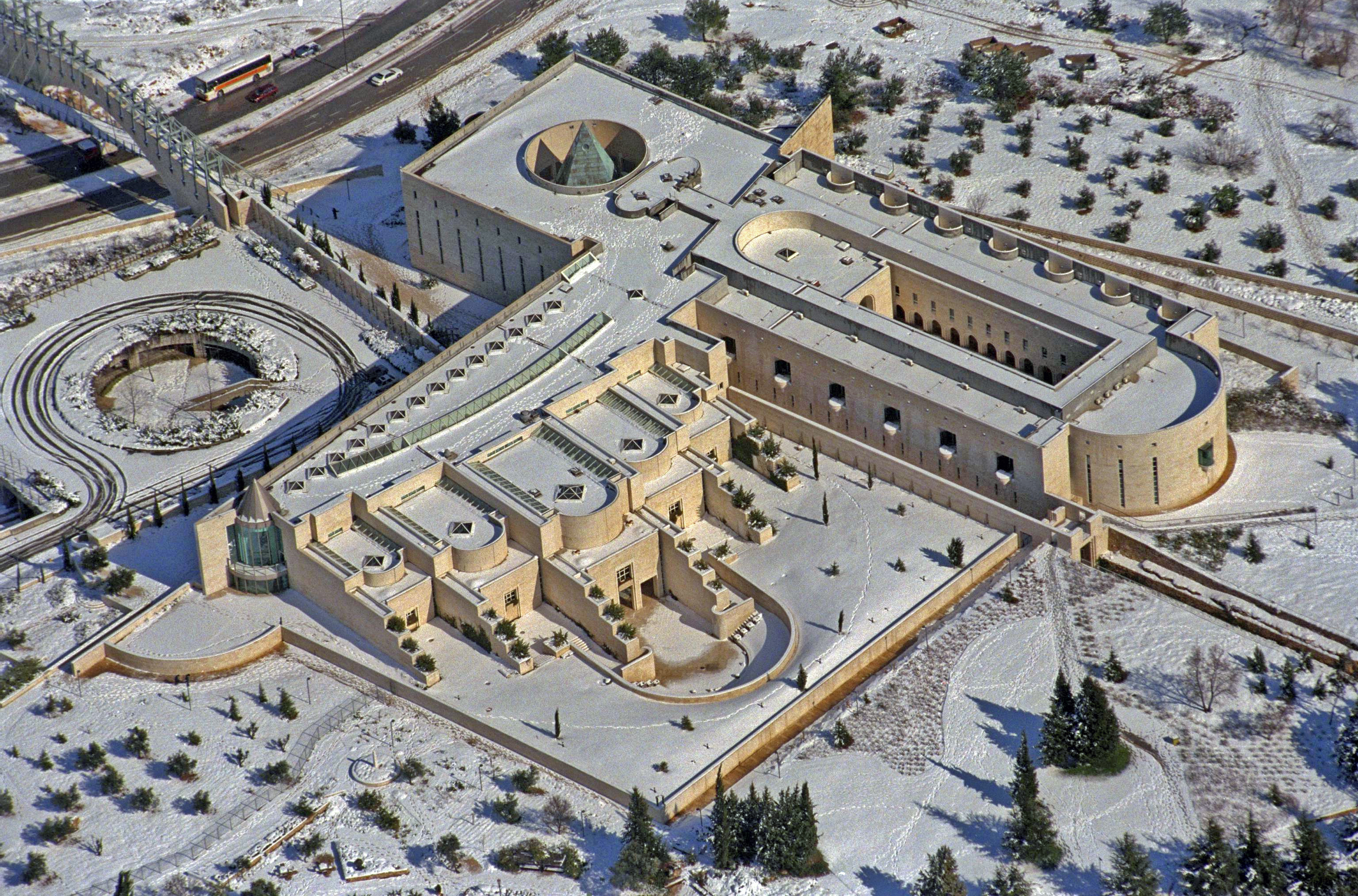
Аэрофотосъемка во время снегопада, 1998 г.

Все здание не имеет ни одной классической росписи, как это принято в государственных общественных учреждениях, а сплошь украшено мозаикой, как это было принято в общественных зданиях в древности. Прекрасным примером этого является мозаика, выставленная в фойе, которая украшала пол древней синагоги в Хамат-Гедер и была восстановлена Управлением древностей после того, как была предпринята попытка перенести другую мозаику из синагоги в секторе Газа . На мозаике изображена пара львов, символизирующих Иудейское царство: «Молодой лев Иуда, с добычи, сын мой, поднимается. Преклонился он, лег, как лев и как львица: кто поднимет его?» (Книга Бытия, глава 49, стих 9). Эти львы окружают украшенный венок, внутри которого находится памятная надпись на арамейском языке в память о благотворителях, внесших свой вклад в создание и содержание синагоги. За львами стоят кипарисы, которые также символизируют память и поминовение, подобные поминальной свече, чье пламя напоминает кипарис. Внизу мозаики ещё одна памятная надпись другим благотворителям.

### Линия и круг
Рядом со входом в здание справа есть проход на юг по прямой к Кнессету. Продолжение прохода по прямой на север ведет к мосту, проходящему через дорогу. Это «кардо», спроектированное архитекторами, целью которого является соединение трех органов власти демократического строя (согласно новому плану квартала Гиват-Рам, правительственные учреждения будут перенесены к северу от холма). Прямая линия здесь не случайна, а является центральным элементом, сопровождающим Верховный суд, что видно и по вертикальным окнам в передней части здания, и по обращенному на запад смотровому окну, которое разделено вертикальными линиями. Вторым элементом, который появляется в здании, является круг, который отражается в закругленном входе в фойе; в сводах «Стены»; В закругленном смотровом окне и многое другое. Эти два элемента — линия и круг — символизируют два начала права — честность и справедливость. Эти принципы появляются вместе в различных источниках. По утверждению архитекторов здания, справедливость выражается в круге, который не «режущий» и строгий, как прямая линия, а «текущий» и «круг углов», как может только справедливость: 
אָז תָּבִין צֶדֶק וּמִשְׁפָּט, וּמֵישָׁרִים כָּל מַעְגַּל טוֹב
И уразумеешь ты справедливость и суд, и расправишь всякий добрый круг
אֹרַח לַצַּדִּיק מֵישָׁרִים, יָשָׁר מַעְגַּל צַדִּיק תְּפַלֵּס
Путь праведника прям, Праведный круг праведника выпрямляет
יַנְחֵנִי בְמַעְגְּלֵי צֶדֶק לְמַעַן שְׁמוֹ
Покойся в кругах праведности ради его имени
Однако значение слова «круг» в этих стихах, согласно древнееврескому языку, не круглая геометрическая форма, а путь, по которому можно идти в прямом и безопасном направлении.

## Обзор
Наряду с многочисленными похвалами работе архитекторов Карми, немало критики было направлено на дизайн двора на основе функциональных проблем наряду с набором «архитектурных клише», как склонны заявлять его критики. Также есть жалобы на акустику в фойе суда и зале ожидания. Например, Эстер Зандберг, архитектурный обозреватель газеты «Гаарец», упомянула о здании:

Самый большой взрыв с момента создания мира раздутой архитектурной болтовни, цунами надуманных метафор и выдуманных мифов, от которых сомнительно, что израильская архитектура когда-либо оправится. Здание представляет собой «Иерусалим в миниатюре», «врата» и «порог», а его разделение на четыре крыла «совпадает с делением на четыре римского военного лагеря». «Могила Мириам — источник вдохновения для концепции залов суда». А «парковочное крыло — как постоялый двор в пустыне, где собираются караваны».

## Галерея

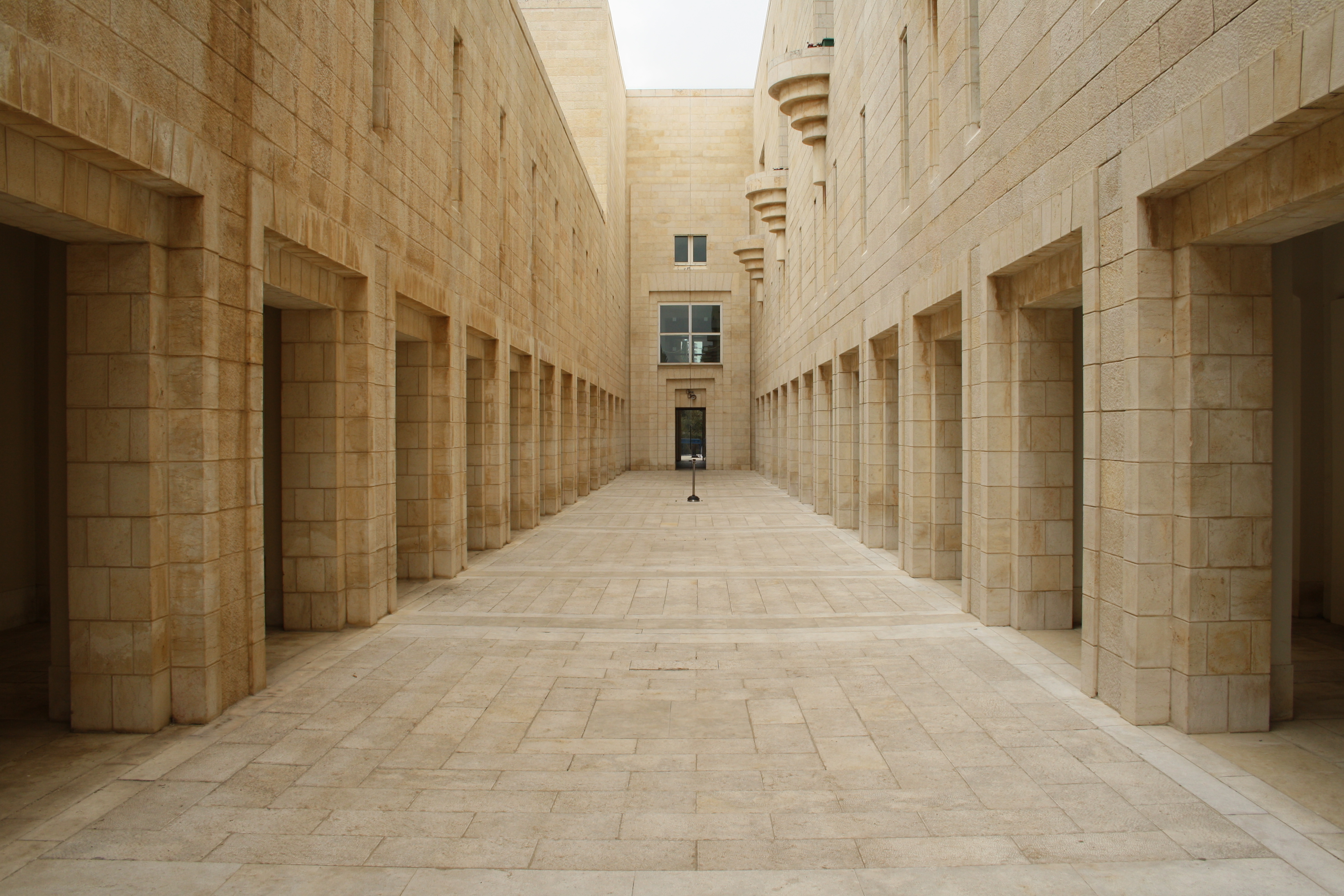
Внутри Верховного суда Израиля, Иерусалим
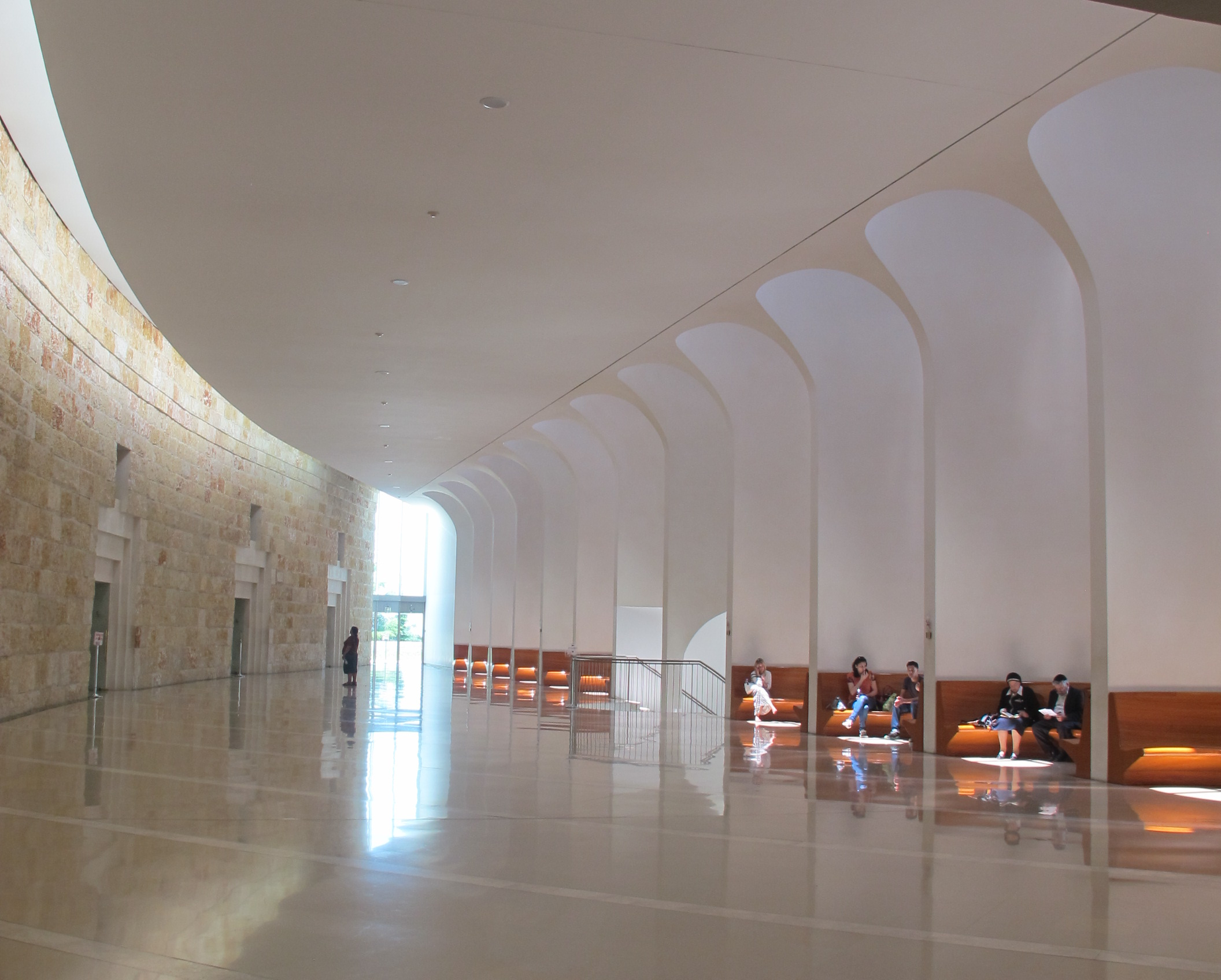
Коридор между залами суда
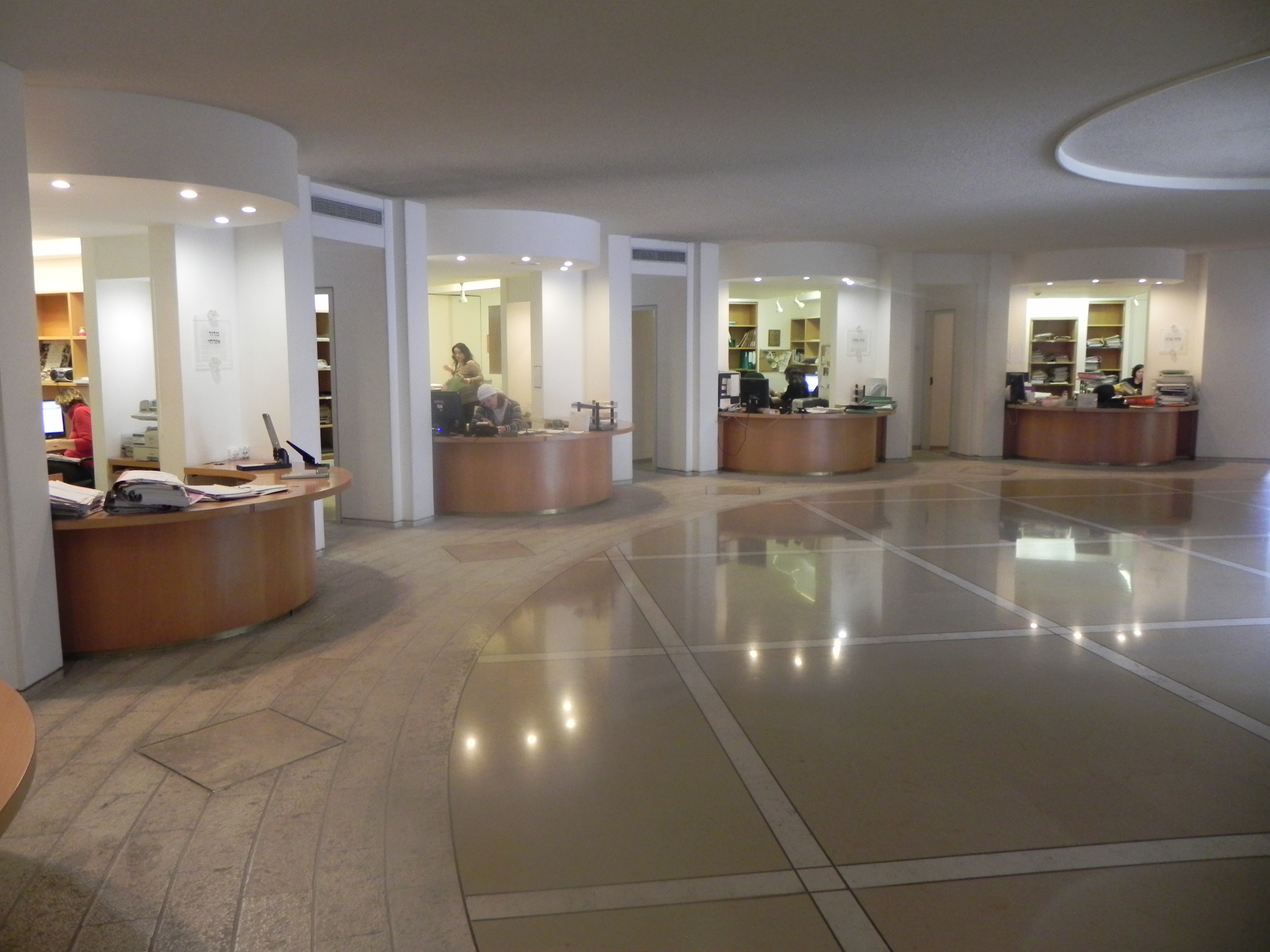
Секретариат суда
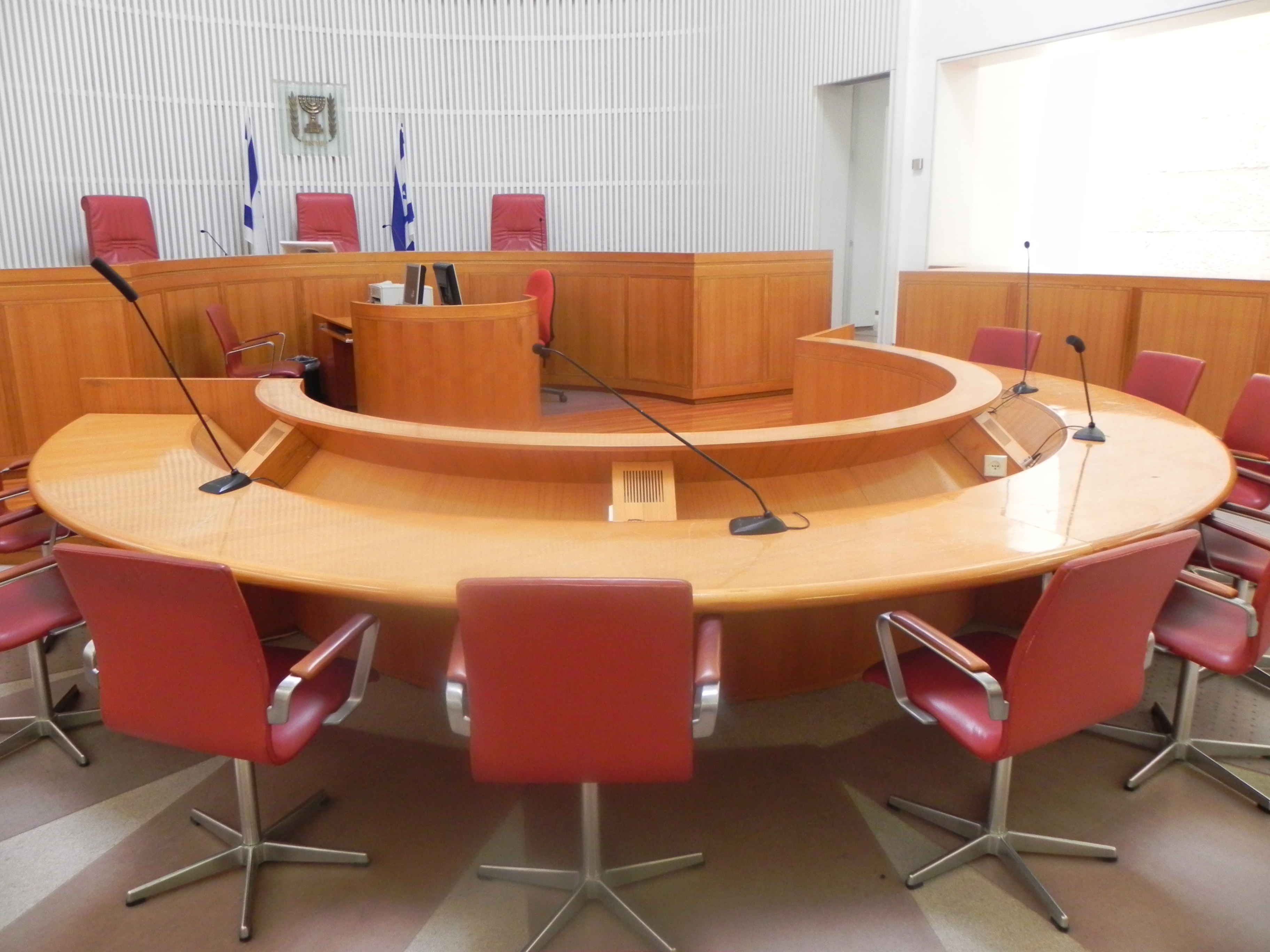
Зал C - главный зал Верховного суда
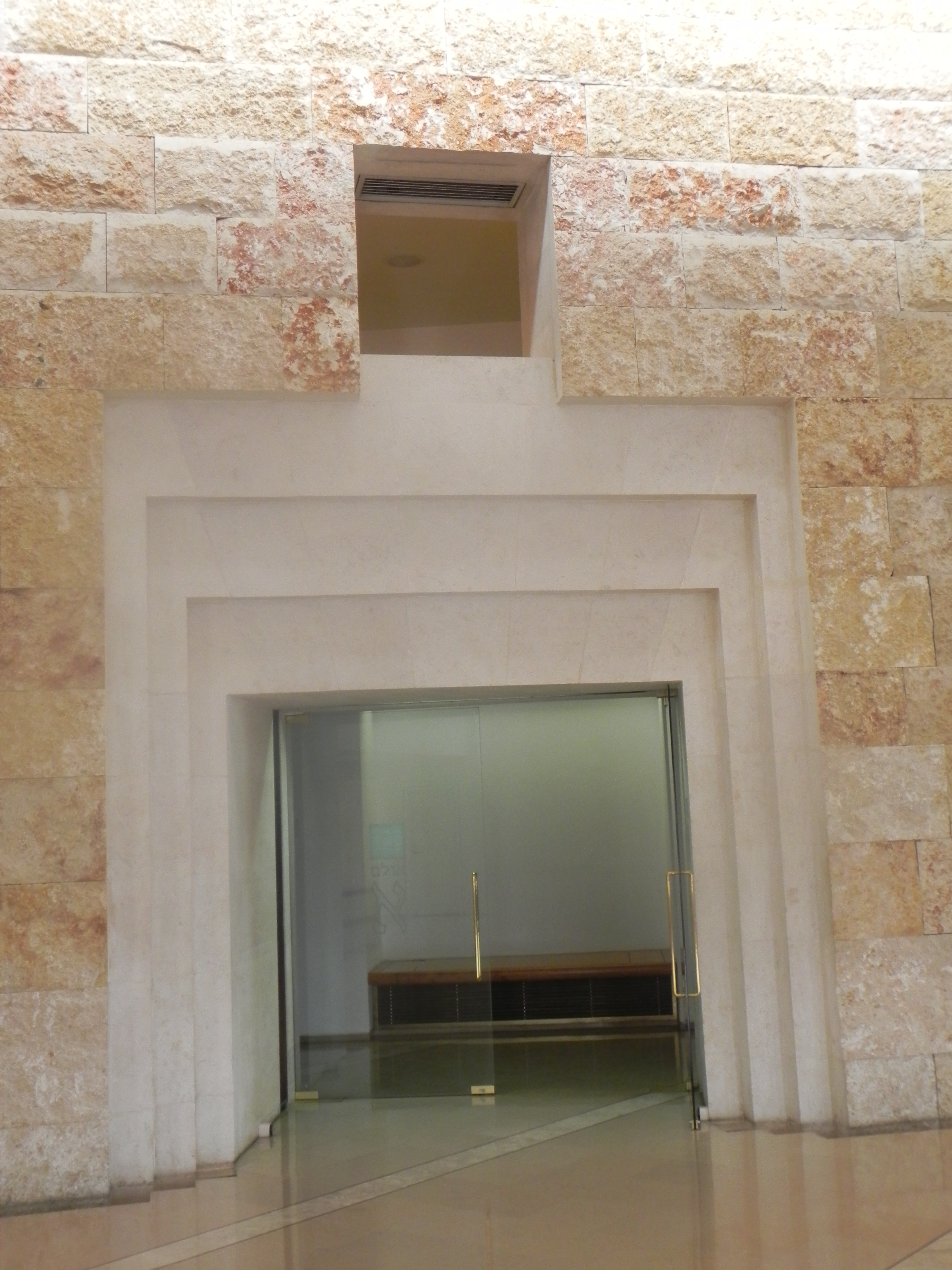
Ворота в зал А
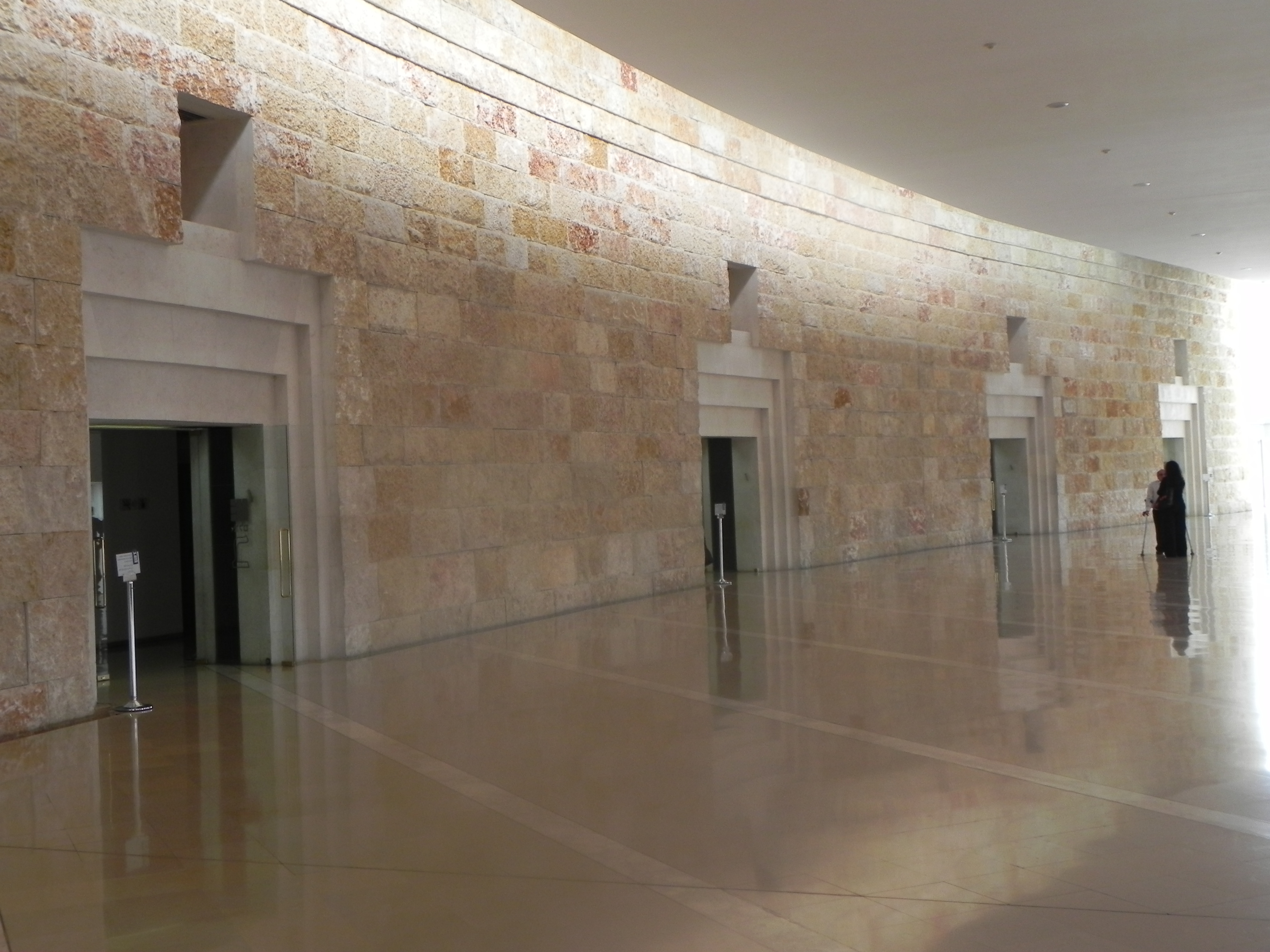
Другая сторона коридора, ворота в залы суда
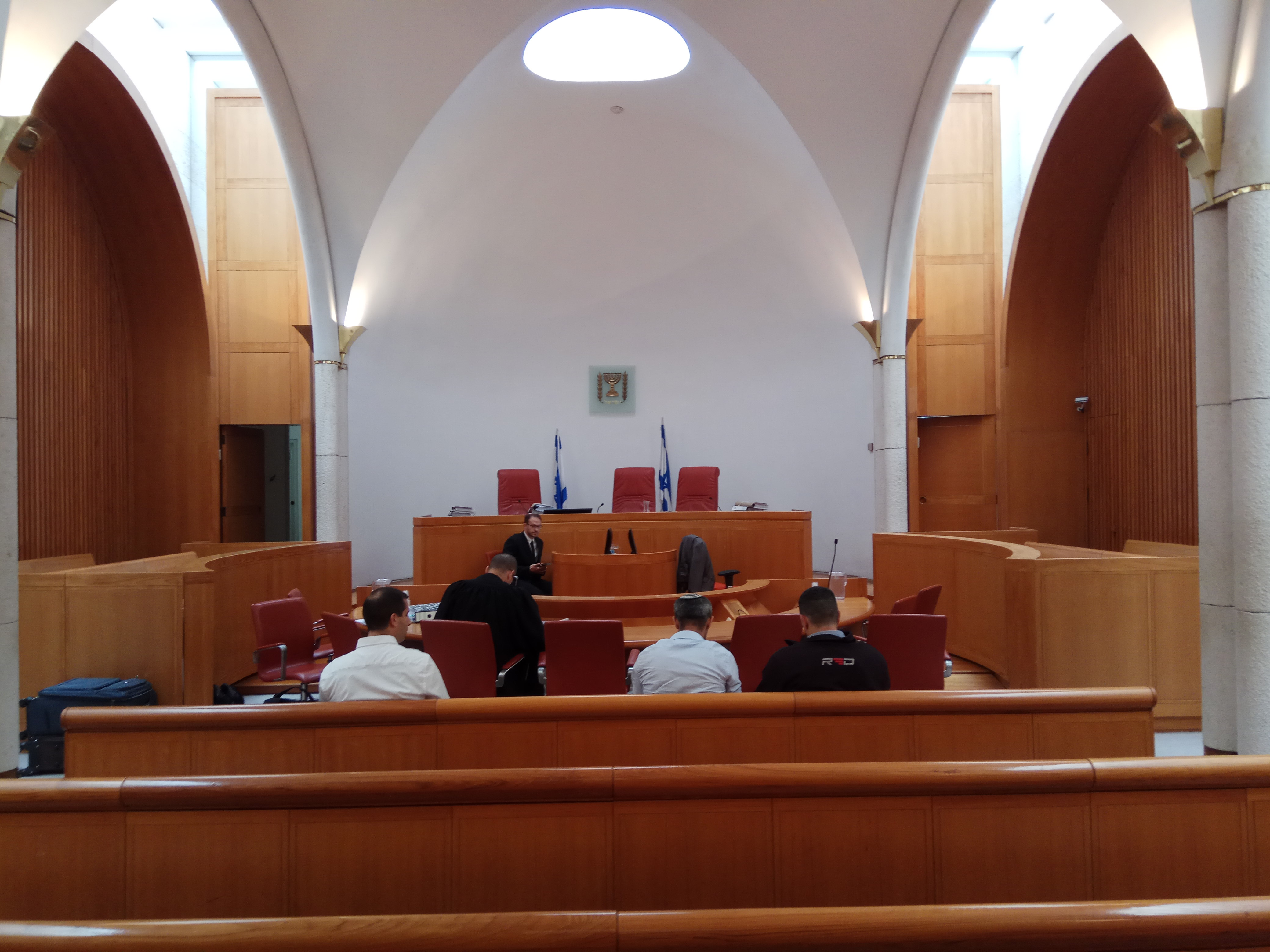
Зал D
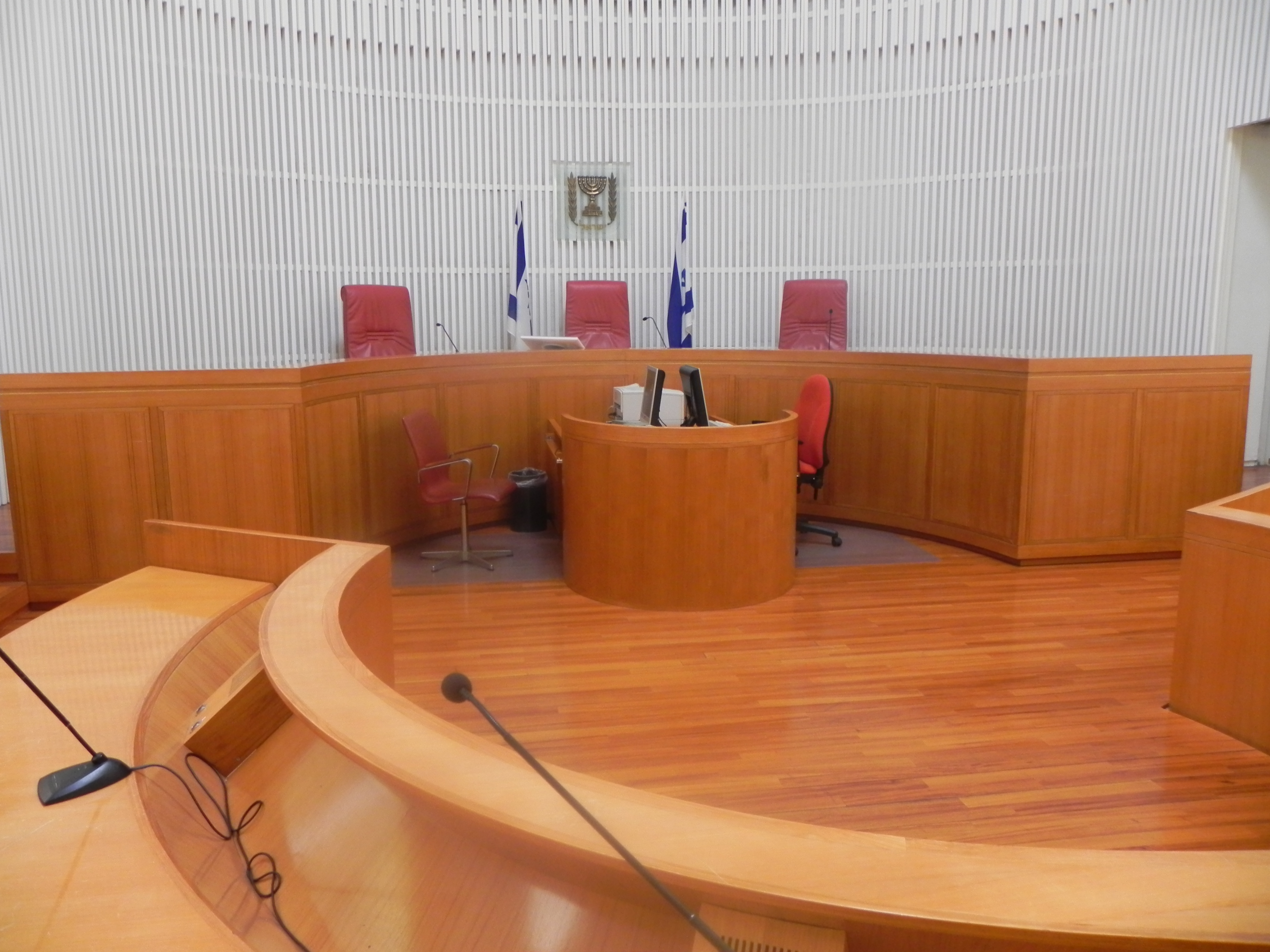
Зал C - главный зал Верховного суда
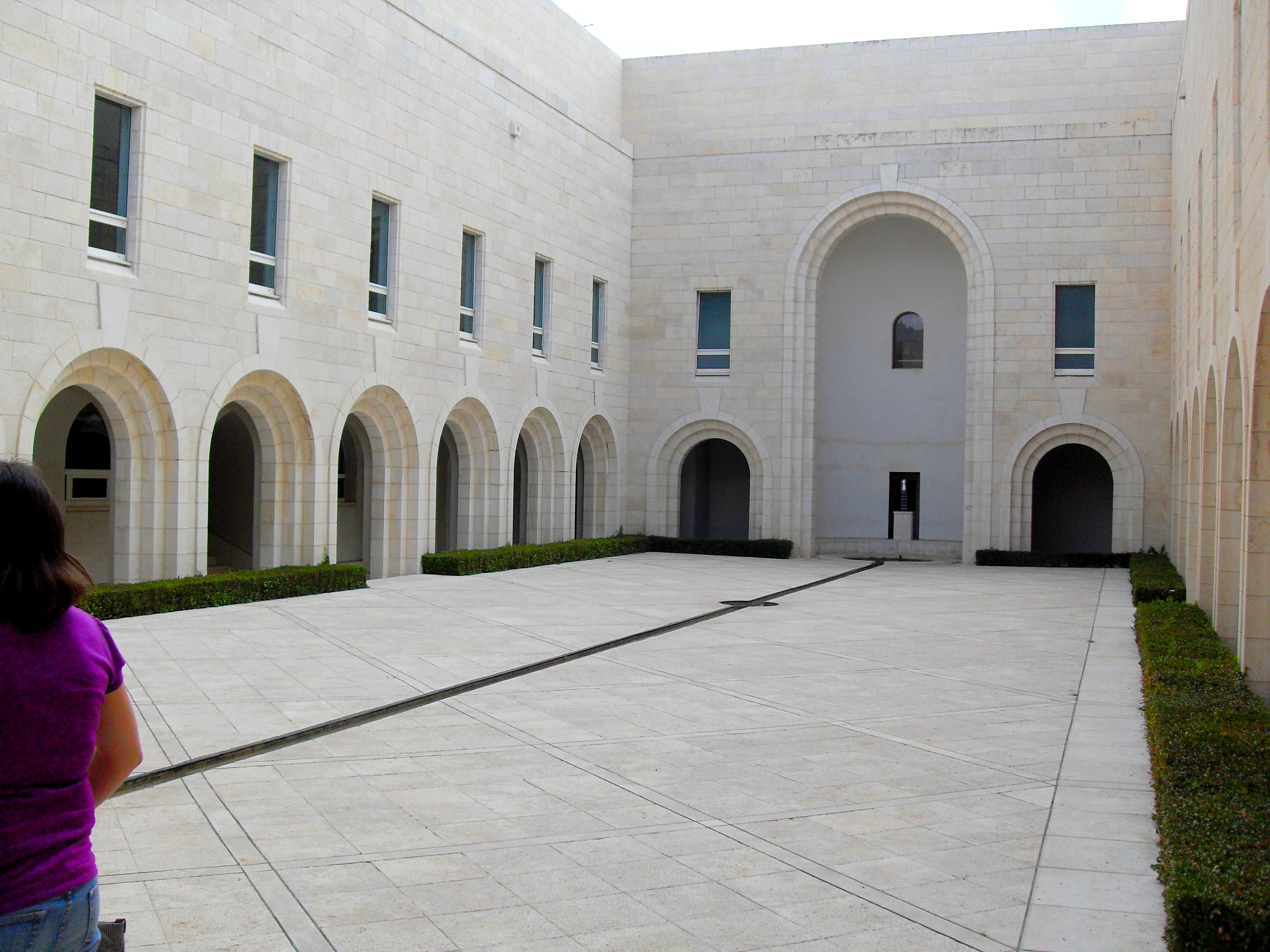
Двор арок; Комнаты судей находятся на втором этаже.
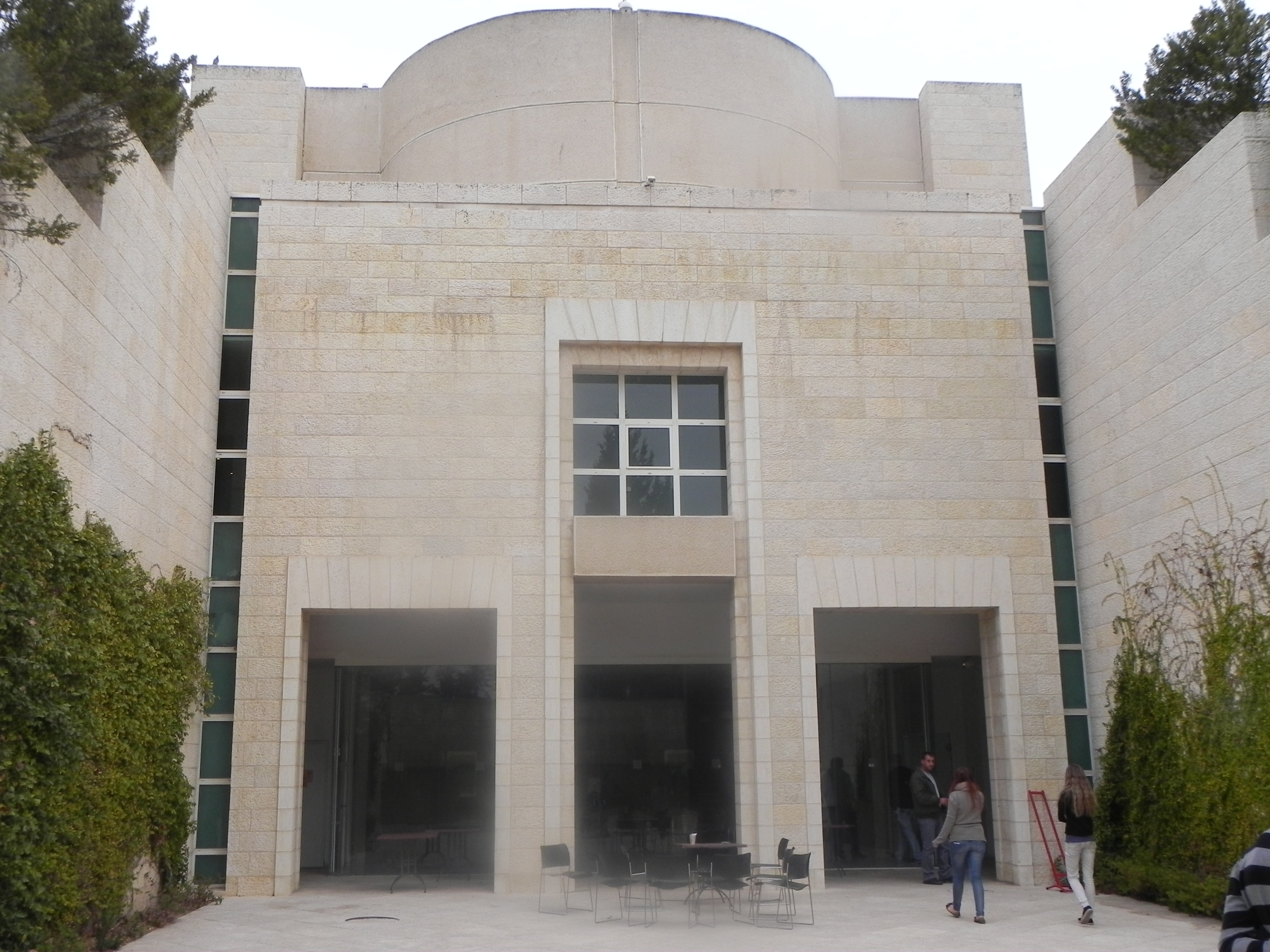
Отдельный вход в залы суда
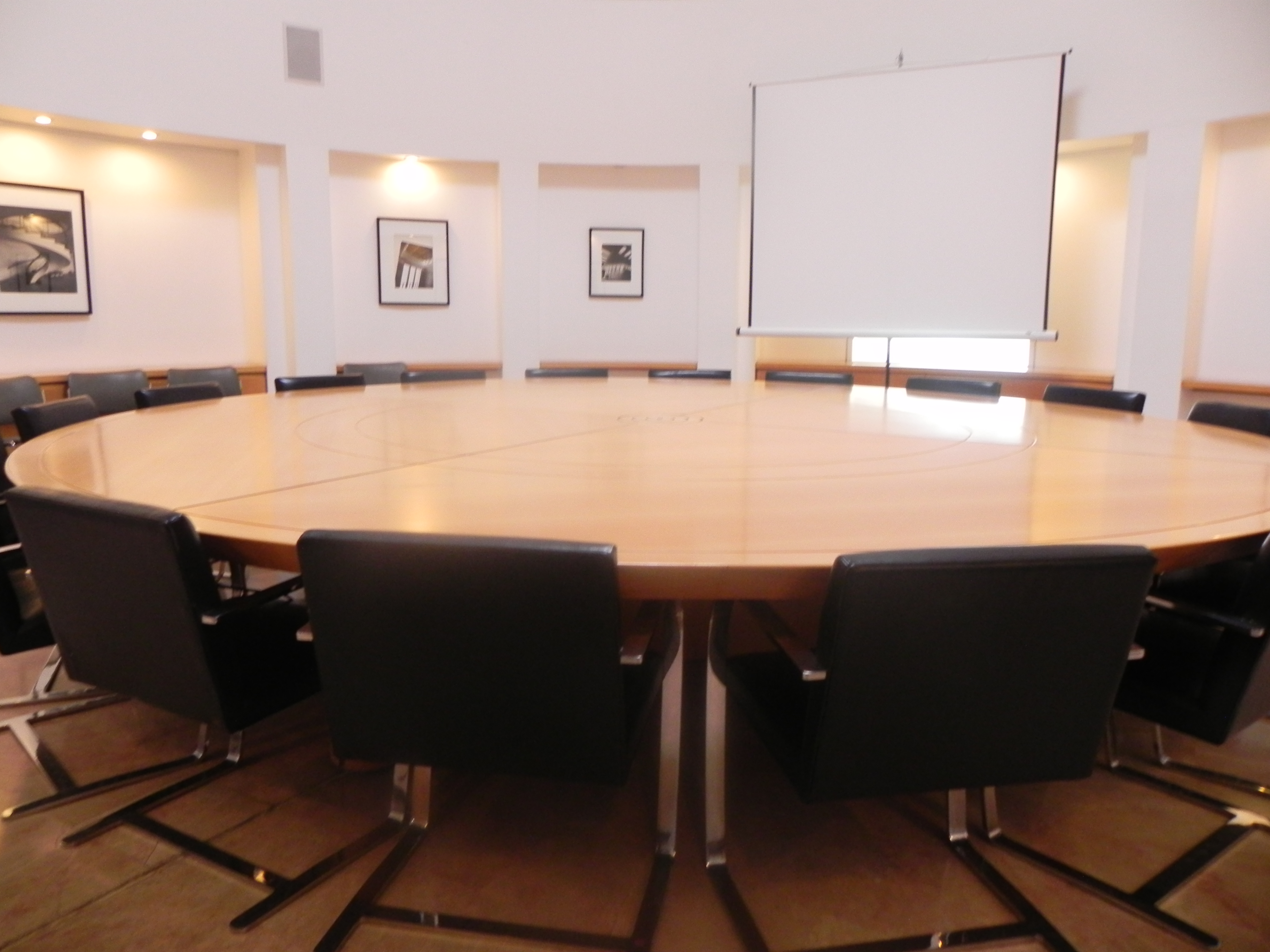
Зал заседаний
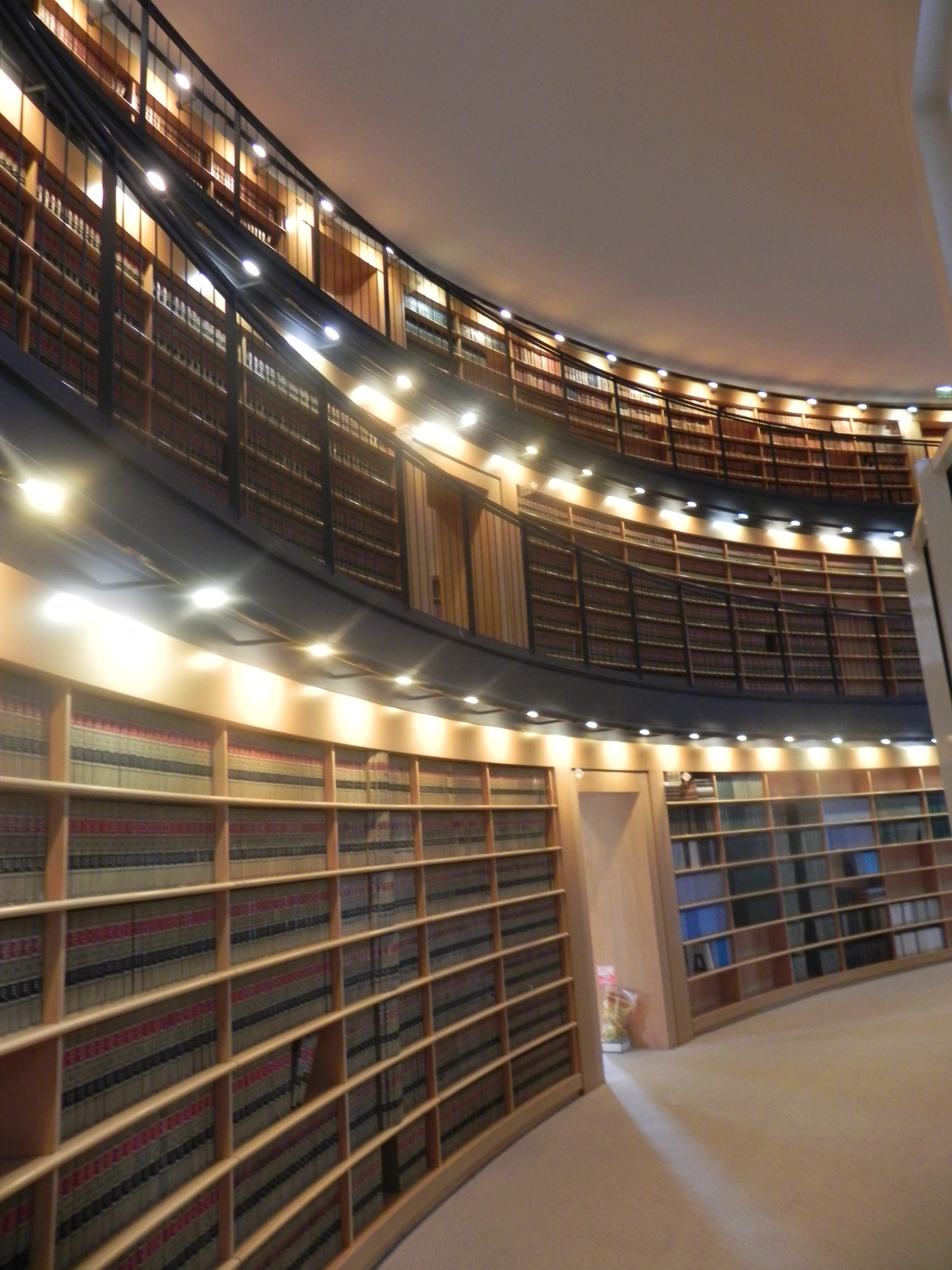
Библиотека Верховного суда
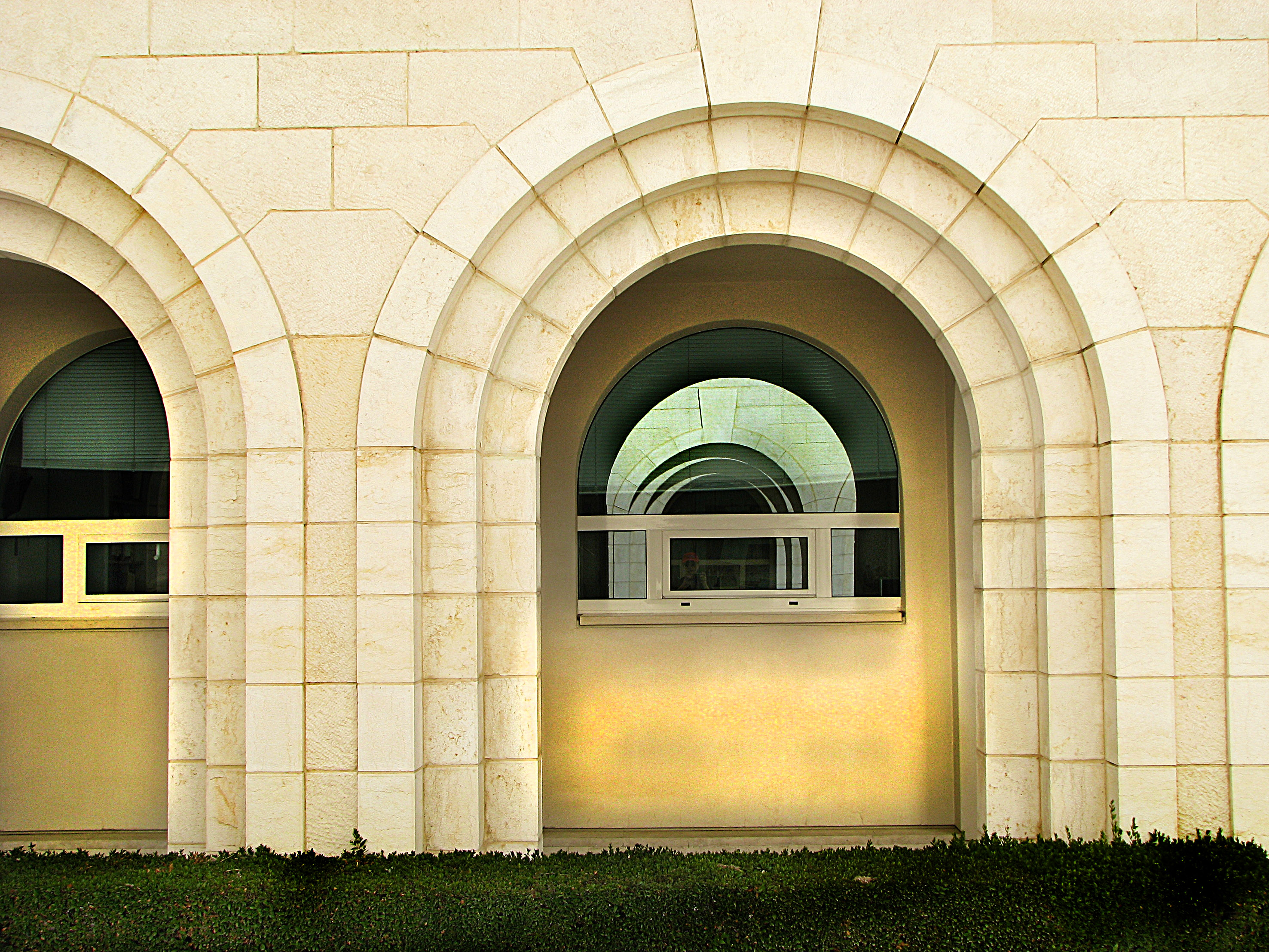
Арка во дворе